# Écoust-Saint-Mein
Écoust-Saint-Mein är en kommun i departementet Pas-de-Calais i regionen Hauts-de-France i norra Frankrike. Kommunen ligger i kantonen Croisilles som tillhör arrondissementet Arras. År 2022 hade Écoust-Saint-Mein 484 invånare.

## Befolkningsutveckling
Antalet invånare i kommunen Écoust-Saint-Mein
| Referens: INSEE |